# (12675) Chabot
(12675) Chabot (1980 TA4) – planetoida z grupy pasa głównego asteroid okrążająca Słońce w ciągu 3,71 lat w średniej odległości 2,4 j.a. Odkryta 9 października 1980 roku.